# Campeonato Mundial de Corta-Mato de 1999
O 27º Campeonato Mundial de Corta-Mato foi realizado em 27 e 28 de março de 1999, em Belfast, Irlanda do Norte. 

## Resultados

### Corrida Longa Masculina

#### Individual
| Medalha | Atleta        | País     | Tempo     |
| Ouro    | Paul Tergat   | Quênia   | 38:28 min |
| Prata   | Patrick Ivuti | Quênia   | 38:32 min |
| Bronze  | Paulo Guerra  | Portugal | 38:46 min |

#### Equipas
| Medalha | Selecção                                                                                                 | Marca  |
| Ouro    | Quênia · Paul Tergat (1º) · Patrick Ivuti (2º) · Joshua Chelanga (4º) · Evans Ruto (5º)                  | 12 pts |
| Prata   | Etiópia · Habte Jifar (9º) · Assefa Mezgebu (11º) · Girma Tolla (17º) · Tesfaye Tola (20º)               | 57 pts |
| Bronze  | Portugal · Paulo Guerra (3º) · Domingos Castro (10º) · Eduardo Henriques (14º) · Alberto Maravilha (49º) | 76 pts |

### Corrida Curta Masculina

#### Individual
| Medalha | Atleta               | País    | Tempo     |
| Ouro    | Benjamin Limo        | Quênia  | 12:28 min |
| Prata   | Paul Malakwen Kosgei | Quênia  | 12:31 min |
| Bronze  | Hailu Mekonnen       | Etiópia | 12:35 min |

#### Equipas
| Medalha | Selecção                                                                                          | Marca  |
| Ouro    | Quênia · Benjamin Limo (1º) · Paul Malakwen Kosgei (2º) · James Koskei (5º) · Daniel Gachara (6º) | 14 pts |
| Prata   | Marrocos · El Hassan Lahssini (9º) · Mohammed Amyn (10º) · Adil Kaouch (11º) · Ahmed Baday (15º)  | 45 pts |
| Bronze  | Etiópia · Hailu Mekonnen (3º) · Million Wolde (4º) · Alene Emere (18º) · Berhanu Addane (30º)     | 55 pts |

### Corrida Júnior Masculina

#### Individual
| Medalha | Atleta          | País    | Tempo     |
| Ouro    | Hailu Mekonnen  | Etiópia | 25:38 min |
| Prata   | Richard Limo    | Quênia  | 25:43 min |
| Bronze  | Kipchumba Mitei | Quênia  | 25:45 min |

#### Equipas
| Medalha | Selecção | Marca  |
| Ouro    | Quênia   | 16 pts |
| Prata   | Etiópia  | 24 pts |
| Bronze  | Tanzânia | 77 pts |

### Corrida Longa Feminina

#### Individual
| Medalha | Atleta          | País        | Tempo     |
| Ouro    | Gete Wami       | Etiópia     | 28:00 min |
| Prata   | Merima Denboba  | Etiópia     | 28:12 min |
| Bronze  | Paula Radcliffe | Reino Unido | 28:12 min |

#### Equipas
| Medalha | Selecção                                                                                       | Marca  |
| Ouro    | Etiópia · Gete Wami (1ª) · Merima Denboba (2ª) · Ayelech Worku (4ª) · Leila Aman (11ª)         | 18 pts |
| Prata   | Quênia · Susan Chepkemei (5ª) · Jane Ngotho (6ª) · Jane Omoro (7ª) · Leah Malot (9ª)           | 27 pts |
| Bronze  | Portugal · Helena Sampaio (8ª) · Ana Dias (13ª) · Conceição Ferreira (30ª) · Mónica Rosa (43ª) | 94 pts |

### Corrida Curta Feminina

#### Individual
| Medalha | Atleta                  | País      | Tempo     |
| Ouro    | Jackline Maranga        | Quênia    | 15:09 min |
| Prata   | Yamna Oubouhou-Belkacem | França    | 15:16 min |
| Bronze  | Annemari Sandell        | Finlândia | 15:17 min |

#### Equipas
| Medalha | Selecção | Marca  |
| Ouro    | França · Yamna Oubouhou-Belkacem (2ª) · Fatima Maamma-Yvelain (9ª) · Blandine Bitzner-Ducret (10ª) · Céline Rajot (19ª) | 40 pts |
| Prata   | Etiópia · Almitu Bekele (6ª) · Kutre Dulecha (12ª) · Lulit Legesse (14ª) · Genet Gebregiorgis (16ª)                     | 48 pts |
| Bronze  | Marrocos · Asmae Leghzaoui (7ª) · Seloua Ouaziz (13ª) · Zhor El Kamch (23ª) · Saliha Khaldoun (25ª)                     | 69 pts |

### Corrida Júnior Feminina

#### Individual
| Medalha | Atleta           | País    | Tempo     |
| Ouro    | Werknesh Kidane  | Etiópia | 21:26 min |
| Prata   | Vivian Cheruiyot | Quênia  | 21:37 min |
| Bronze  | Yoshiko Fujinaga | Japão   | 21:41 min |

#### Equipas
| Medalha | Selecção | Marca  |
| Ouro    | Etiópia  | 20 pts |
| Prata   | Quênia   | 31 pts |
| Bronze  | Japão    | 46 pts |